# Saint-André-Capcèze
Saint-André-Capcèze ist eine französische Gemeinde mit 205 Einwohnern (Stand 1. Januar 2022) im Département Lozère in der Region Okzitanien.

## Geographie
Saint-André-Capcèze liegt auf etwa 450 Metern Höhe südlich von Villefort im südlichen Zentralmassiv in der Region Cevennen. Der höchste Berg der Cevennen, der Mont Lozère, liegt etwa 20 Kilometer westlich der Gemeinde. Auf dem Gebiet der Gemeinde entspringt die Cèze.

## Bevölkerungsentwicklung
| Jahr      | 1962 | 1968 | 1975 | 1982 | 1990 | 1999 | 2011 | 2018 |
| Einwohner | 148  | 104  | 112  | 104  | 113  | 145  | 166  | 183  |